# Elisabeth Volkmann

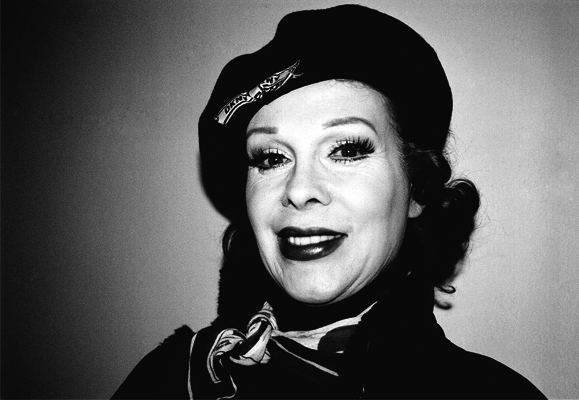
Elisabeth Volkmann

Elisabeth Volkmann (* 16. März 1936 in Essen; † zwischen dem 25. Juli und 27. Juli 2006 in München) war eine deutsche Schauspielerin, Komikerin und Synchronsprecherin. Große Bekanntheit erlangte Volkmann als Darstellerin der Mutter Jolanthe in der Fernsehserie Klimbim ab 1973 und als Synchronstimme der Marge Simpson, welcher sie von 1991 bis zu ihrem Tod ihre Stimme lieh.

## Leben

### Ausbildung und frühe Engagements
Volkmann wuchs im Ruhrgebiet auf und trug nach dem frühen Tod ihres Vaters im Jahre 1948 schon als Kind mit kleineren Bühnenauftritten zum Unterhalt der Familie bei. Dennoch musste sie ihren Wunsch, Künstlerin zu werden, gegen den Willen ihrer Mutter durchsetzen. An der renommierten Folkwangschule in Essen absolvierte sie das Studium zur Sopranistin und Schauspielerin. In Essen erhielt sie auch ihre erste Theaterrolle. Ihr Debüt als Kabarettistin gab sie in München. Für weitere Engagements in Berlin, Hamburg und Zürich wechselte sie wieder ins ernste Fach. Am Städtischen Theater in Nürnberg interpretierte sie an der Seite von Günter Strack die Rolle der Viola in Shakespeares Schauspiel Was ihr wollt.

### Filmrollen
Im Jahr 1960 erhielt sie eine Nebenrolle in der Film-Komödie Eine Frau fürs ganze Leben von Wolfgang Liebeneiner und stand unter anderem mit Ruth Leuwerik, Klausjürgen Wussow und Theo Lingen vor der Kamera. Im Jahr 1964 wurde sie für die internationale Produktion Die Diamantenhölle am Mekong gebucht. Danach blieben gute Angebote jedoch aus, sodass sie ab 1968 in Erotikfilmen mit vordergründig sozialkritischer Tendenz auftrat. So übernahm sie in Zieh dich aus, Puppe eine Nebenrolle und war in rund zwanzig weiteren Filmen mit Titeln wie Hausfrauen-Report, Lehrmädchen-Report oder Massagesalon der jungen Mädchen zu sehen. Kleinere Engagements für gehobene Produktionen, wie für die Kästner-Verfilmung Drei Männer im Schnee  mit Klaus Schwarzkopf, blieben die Ausnahme.
Anfang der 1980er Jahre arbeitete sie mit dem Regisseur Rainer Werner Fassbinder zusammen, der ihr Rollen in seinen Spielfilmen Lili Marleen, Lola (beide 1981) und Die Sehnsucht der Veronika Voss (1982) anbot. In Walter Bockmayers unernstem Heimatfilm-Remake Die Geierwally (1987) verkörperte sie die Erbfürstin. Erst 1993 war sie wieder in einer Hauptrolle zu sehen. In Hape Kerkelings Satire Kein Pardon spielte sie die Mutter Hilde Schlönzke. Anfang 2003 war sie in dem Kinofilm Planet B: The Antman zu sehen, einer deutschen Action-Parodie mit Götz Otto und Yasmina Filali.

### Klimbimund weitere TV-Auftritte
Parallel zu ihrer Filmkarriere wirkte Volkmann in zahlreichen deutschen Fernsehproduktionen mit. Einem breiten Publikum wurde sie als Mutter Jolanthe der Klimbim-Familie in der gleichnamigen Fernsehserie (1973–1979, 30 Folgen) von Michael Pfleghar bekannt. Hier avancierte sie von der noch relativ unbekannten Schauspielerin zur schrillen, Opernarien anstimmenden Komödiantin. Auftritte in Strapsen, offenherzigen Miedern und Lockenwicklern wurden ihr Rollenfach. 2004 kam die Original-Besetzung der Serie für das kurz darauf auch verfilmte Theaterstück Die Klimbim-Familie lebt noch einmal zusammen. Die Boulevard-Produktion tourte durch deutsche Großstädte.
Nach dem Erfolg mit Klimbim wurde Volkmann für verschiedene Fernsehserien engagiert, so für Derrick (1977), Der Alte (1979), Großstadtrevier (1987), Die Stadtindianer (1994), Die Rote Meile (1999) oder Siska (2001). Sie trat in diversen Talk-Shows auf, z. B. in Beckmann, Menschen bei Maischberger oder Zimmer frei!. 1980 moderierte sie zusammen mit Roberto Blanco die Spielshow Noten für zwei.
1990 und 1991 spielte Elisabeth Volkmann in mehr als 20 Folgen der RTL-Erotik-Serie Schloß Pompon Rouge die Marquise Marie-Antoinette von Bommelroth. Schauspielerkollegen waren dabei Katja Bienert und Jörg Bräuer.
Bekannt war sie seit 1991 auch als deutsche Synchronstimme der Marge Simpson und deren Zwillingsschwestern Patty und Selma in der US-amerikanischen Zeichentrickserie Die Simpsons. Die deutsche Fassung der Folge We’re on the Road to D’ohwhere (deutscher Titel: Die Straße der Verdammten) endete mit einer Widmung an Elisabeth Volkmann. Außerdem sprach sie die Astrologin Milva Summer in dem Jugend-Hörspiel Die drei Fragezeichen – Die Karten des Bösen (1998).
Volkmann wurde für ihre schauspielerischen Leistungen mit dem höchsten deutschen Fernsehpreis, dem Adolf-Grimme-Preis, sowie dem Deutschen Comedy-Preis (Sonderpreis 2003 für Klimbim) ausgezeichnet.

### Privates
Volkmann war zunächst mit dem Filmanwalt Walter Hass verheiratet. 1998 heiratete sie ihren Manager Eberhard Radisch, mit dem sie davor schon zwanzig Jahre zusammengelebt hatte. Er starb 2004.
Am Abend des 27. Juli 2006 wurde Volkmann von der Polizei tot in ihrer Dachwohnung in der Nähe des Münchener Stachus aufgefunden. Die Polizei wurde von einer Bekannten, der Reporterin einer Illustrierten, alarmiert, die seit mehreren Tagen nichts mehr von Elisabeth Volkmann gehört hatte. Todesursache war Herzversagen. Der genaue Todeszeitpunkt konnte nicht festgestellt werden. Etwa eine Woche nach ihrem Tod wurde ihre Urne auf dem Gräberfeld 421 des Waldfriedhofes in München anonym beigesetzt.

## Werk

### Kino (Auswahl)
- 1960: Eine Frau fürs ganze Leben
- 1961: Immer wenn es Nacht wird
- 1964: Die Diamantenhölle am Mekong
- 1968: Zieh dich aus, Puppe
- 1969: Engelchen macht weiter – hoppe, hoppe Reiter
- 1970: Josefine Mutzenbacher
- 1971: Hausfrauen-Report
- 1971: Mache alles mit
- 1971: Ehemänner-Report
- 1971: Urlaubsreport – Worüber Reiseleiter nicht sprechen dürfen
- 1971: Liebe ist nur ein Wort
- 1971: Schüler-Report
- 1972: Die Klosterschülerinnen
- 1972: Lehrmädchen-Report
- 1972: Massagesalon der jungen Mädchen
- 1972: Krankenschwestern-Report
- 1972: Sex-Shop
- 1973: Liebe in drei Dimensionen
- 1973: Hausfrauen-Report international
- 1973: Alle Menschen werden Brüder
- 1973: Was Schulmädchen verschweigen
- 1973: Junge Mädchen mögen’s heiß, Hausfrauen noch heißer
- 1973: Hausfrauen-Report 4. Teil
- 1973: Auch Ninotschka zieht ihr Höschen aus
- 1973: Geh, zieh dein Dirndl aus
- 1974: Drei Männer im Schnee
- 1974: Alpenglüh’n im Dirndlrock
- 1974: Charlys Nichten
- 1974: Bohr weiter, Kumpel
- 1974: Magdalena – vom Teufel besessen
- 1974: Zwei Rebläuse auf dem Weg zur Loreley
- 1975: Berlinger
- 1977: Gefundenes Fressen
- 1978: Die gläserne Zelle
- 1981: Lili Marleen
- 1981: Lola
- 1982: Die Sehnsucht der Veronika Voss
- 1982: Drei gegen Hollywood
- 1984: Manuel
- 1985: Red Heat – Unschuld hinter Gittern
- 1987: Die Geierwally
- 1993: Kein Pardon
- 1998: Das große Krabbeln (Stimme)
- 2002: Planet B: The Antman

### Fernsehen (Auswahl)
- 1964–1965: Unsere große Schwester (Fernsehserie, 13 Folgen)
- 1966: Üb immer Treu nach Möglichkeit (Fernsehserie) – Folge: Kundendienst
- 1967: Das Kriminalmuseum (Fernsehserie) – Folge: Die Briefmarke
- 1973–1979: Klimbim
- 1977: Derrick – Folge: Das Kuckucksei
- 1978: Polizeiinspektion 1 (Fernsehserie) – Folge: Die Zeitungsrosl
- 1978: Zwei himmlische Töchter (Fernsehserie)
- 1979: St. Pauli-Landungsbrücken – Folge: Vor Anker gehen
- 1979: Der Alte – Folge: Lippmann wird vermisst
- 1982: Ehe oder Liebe
- 1983: Die Krimistunde (Fernsehserie) – Folge: Der letzte Drink
- 1983: Leute wie du und ich (Fernsehserie) – Episode: Ein geistreicher Morgen (als Elvira)
- 1984: Der Mann, der keine Autos mochte (Fernsehserie) – Folge: Vom Regen in die Traufe
- 1984: Das Traumschiff: Rio
- 1985: Die Krimistunde – Folge: Zwei Fliegen mit einer Klappe
- 1986: Geschichten aus der Heimat (Fernsehserie) – Episode: Der Star des Abends
- 1987: Die Krimistunde – Folge: Wer andern in der Grube gräbt
- 1987: Großstadtrevier – Folge: Fotos aus Ibiza
- 1987: Ein Heim für Tiere (Fernsehserie, eine Folge)
- 1988: Das Traumauto (Fernsehfilm 2 Teile)
- 1989: Aufs Ganze (Fernsehfilm 2 Teile)
- 1989: Meister Eder und sein Pumuckl – Folge: Pumuckl will eine Uhr haben
- 1990–1991: Schloß Pompon Rouge
- 1992: Lilli Lottofee
- 1997: Wilde Zeiten
- 1998: Der Alte – Folge: Schlagt ihn tot
- 1999: Die Rote Meile
- 2000: Die Rettungsflieger – Folge: Zu weit gegangen (als Baronin Stucken)
- 2003–2005: Bernds Hexe – 2 Folgen (als Tante Ariadne)
- 2006: In aller Freundschaft – Folge: Dunkle Sterne

### Synchronsprechen
- 1991–2006: Die Simpsons (Zeichentrick): Marge Simpson (nach ihrem Tod übernahm Anke Engelke die Rolle), Selma, Patty – Stimmen, die im englischen Original von Julie Kavner gesprochen wurden.

### Hörspiele
- 1998: Die drei Fragezeichen:  Die Karten des Bösen (Rolle: Milva Summer)
- 1999: Ken Follett: Die Säulen der Erde (Regan) – Regie: Leonhard Koppelmann (Hörspiel (9 Teile) – WDR)

### Videospiele
- 2002: Simpsons Skateboarding als Marge Simpson
- 2003: The Simpsons Hit & Run als Marge Simpson